# David von Schinkel
Carl David von Schinkel, född 21 december 1971 på Tidö slott, är en svensk godsägare. 
Han är även stallchef för Team Tidö som tävlar i Scandinavian Touring Car Championship och som han grundade 2008,  och grundare av Stockholm Toy Museum, ett svenskt privat leksaks- och serietidningsmuseum som öppnade i september 2017 och är beläget på Skeppsholmen i Stockholm.
Han är son till Carl-David von Schinkel (1918–1998) och Catharina von Schinkel, född von Rosen.  Han äger Tidö slott i Västmanland, som hans farfars far Carl-David von Schinkel (1839–1913) förvärvade 1889. David von Schinkel har två söner.